# Hợp hiến
Hợp hiến là trạng thái của luật pháp khi tuân thủ hiến pháp của quốc gia. Một bộ luật hay một thủ tục trong hoạt động chính phủ nếu đúng theo quy định của hiến pháp thì được gọi là hợp hiến. Nếu sai thì gọi là vi hiến. Thông thường thì mọi bộ luật phải được xây dựng dựa theo quy định ghi trong hiến pháp để được coi là hợp hiến.

## Trường hợp vi hiến
Vài trường hợp vi hiến dễ nhận diện là 
1. Nguyên thủ quốc gia hay hành pháp có hành vi lạm quyền, vượt qua giới hạn của chức vụ được ghi tại Hiến pháp.
2. Ngành lập pháp thông qua một bộ luật trái ngược với hiến pháp.
3. Ngành tư pháp không cứu xét bản án theo luật pháp ban hành,
4. Một người bị ngăn cấm không được thực hiện quyền công dân do hiến pháp công nhận.